# ماريا فرناندا اسبينوزا
ماريا فرناندا اسبينوزا (بالإسبانية: María Fernanda Espinosa)‏ (و. 1964  م) هي شاعرة، ودبلوماسية، وكاتِبة، وسياسية إكوادورية، ولدت في سلامنكا.

## مناصب
تولت منصب رئيس الجمعية العامة للأمم المتحدة (منذ 5 سبتمبر 2018)
- Minister of National Defence ‏ (28 نوفمبر 2012–23 سبتمبر 2014)
- المندوب الدائم لدى الأمم المتحدة.

## التعليم
تعلمت في Pontifical Catholic University of Ecuador ‏، في تخصص لسانيات، وتحصلت منها على ليسانس، وLatin American Faculty of Social Sciences ‏، في تخصص علوم سياسية، وتحصلت منها على ماجستير، وجامعة روتجرز، في تخصص جغرافيا متكاملة، وتحصلت منها على دكتوراة في الفلسفة.

## جوائز
حصلت على جوائز منها:
- وسام الصليب الأعظم البيروفي لرهبانية الشمس.[4]